# Антония Гордиана
Антония Гордиана или Меция Фаустина (на латински: Antonia Gordiana; Maecia Faustina; * 201) e принцеса, дъщеря на римския император Гордиан I, сестра на Гордиан II и майка на Гордиан III. Тя принадлежи към Нерво-Антониновата династия.

## Фамилия
Антония Гордиана се омъжва 214 г. за политика и суфектконсул Юний Лициний Балб (180 – 238), син на Сервилия (* 145 г.) и Юний Лициний Балб (* 140 г.). Той е по майчина линия внук на Цейония Плавция и Квинт Сервилий Пудент и правнук на император Луций Елий и Авидия Плавция. Гордиана става майка на Марк Антоний Гордиан Пий, по-късният император Гордиан III, който се жени през 241 г. за Фурия Сабиния Транквилина, дъщеря на преториански префект Гай Фурий Сабин Аквила Тимеситей и бракът му е бездетен.
Синът ѝ умира през февруари 244 г. По-нататъшната съдба на Антония Гордиана е неизвестна.